# Macrostylis longifera
Macrostylis longifera är en kräftdjursart som beskrevs av Menzies och George 1972. Macrostylis longifera ingår i släktet Macrostylis och familjen Macrostylidae. Inga underarter finns listade i Catalogue of Life.